# Diphucephala nigritarsis
Diphucephala nigritarsis är en skalbaggsart som beskrevs av Lea 1917. Diphucephala nigritarsis ingår i släktet Diphucephala och familjen Melolonthidae. Inga underarter finns listade i Catalogue of Life.